# Daniel Bănulescu
Daniel Bănulescu (Bukarest, 1960. augusztus 31. –) román regényíró, költő és drámaíró.

## Életrajzi adatok
Mérnöknek tanult, újságíróként is dolgozott. Tagja volt a Mircea Martin vezette egyetemi tanácsnak. 1993-tól íróként tevékenykedik.

## Megjelent kötetei

### Regények
1. Te pup în fund, Conducător Iubit!, Editura Nemira, 1994, ISBN 973-569-023-3
2. Diavolul vânează inima ta, Editura Charmides, 2014, ISBN 978-606-8513-25-6
3. N-ai vrea să te trimit în Paradis? , Editura Paralela 45, 2019.
4. Cel mai bun roman al tuturor timpurilor, Editura Cartea Românească, 2008, ISBN 9789732319758

### Színdarab
- Cine a câștigat Războiul Mondial al Religiilor?, 2005, Editura Cartea Românească, 2011, ISBN 978-973-23-2949-8
- Vrei să fii prietenul lui Dumnezeu?, Editura Charmides, 2013, ISBN 978-606-8513-29-4

### Költészet
- Te voi iubi pân la sfârșitul patului, Editura Cartea Românească, 1993; Ediția a-2-a: Editura AXA, 2002,
- Balada lui Daniel Bănulescu, Editura Cartea Românească, 1997, ISBN 973-23-0621-1
- Republica Federală Daniel Bănulescu - Antologie a primelor doua cărți inedite de poezie + dosar critic + rescrierea unor poeme. Editura Vinea, 2000,
- Daniel, Al Rugăciunii, Editura Muzeului Literaturii Române, 2002
- Ce bine e să fii Daniel Bănulescu – Antologie + Poeme noi, Editura Cartea Românească, 2010, ISBN 978-973-23-2900-9
- În Șerpărie, cele mai bune 35 de poeme scrise de Daniel Bănulescu – Antologie + Poeme noi, Editura Tracus Arte, 2013,
- " TRILOGIA DE POEZIE" (tartalmazza a „Szeretlek az ágy végéig” – 'Te voi iubi pân', „Daniel Bănulescu balladája” – 'Balada lui Daniel Bănulescu' és „Dániel, az imádság” – 'Daniel, al rugăciunii' című könyveket, mindhárom végleges, külön kiadásban, és új verseket is tartalmaz.) Editura Tracus Arte, 2017.
- "DUMNEZEU ȚINE ÎNTREG UNIVERSUL PE DEGETUL SĂU MIC". Și antologie și poeme noi. Editura Știința. 2021. Chișinău. Republica Moldova.

### Magyarul
- Csókolom a segged, Szeretett Vezérünk! (Te pup în fund, Conducător iubit!) – Scolar, Budapest, 2014 · ISBN 9789632445120 · Fordította: Demény Péter
- Ki nyerte meg a vallások világháborúját? (Cine a câștigat Războiul Mondial al Religiilor?) – AB-ART, Pozsony, 2015 · ISBN 9788080871970 · Fordította: Balázs Boróka
- A Sátán a szívedre vadászik (Diavolul vânează inima ta) – Scolar, Budapest, 2017 · ISBN 9789632447216 · Fordította: Demény Péter
- Akarsz Isten barátja lenni? Színdarab három felvonásban (Vrei să fii prietenul lui Dumnezeu?) – AB-ART, Budapest, 2019 · ISBN 9786150047126 · Fordította: Balázs Boróka
- Isten a kisujján tartja az egész Univerzumot (DUMNEZEU ȚINE ÎNTREG UNIVERSUL PE DEGETUL SĂU MIC) – AB-ART, Felsőnyárád, 2022 · ISBN 978-615-6033-52-9 · Fordította: Balázs F. Attila
- Minden idők legjobb regénye (Cel mai bun roman al tuturor timpurilor) – Typotex, Budapest, 2025 · ISBN 9789634933311 · Fordította: Szonda Szabolcs

## Díjai
- 1993: A Román Írószövetség a „Legjobb bemutatkozás” díját a verseskönyvért: „Szeretni foglak az ágy végéig”
- 1997: Bukarest város költője, a Bukaresti Városháza a „Daniel Bănulescu balladája” című verseskötetért díjazta.
- 1998: Bukaresti Írószövetség díja a "Bukarest város hét királya" című regényért
- 1998: A Román Akadémia díját a "Bukarest város hét királya" című regényért ítélték oda
- 2005: Európai Költészeti Díj (Ernest Wichner(wd) íróval és fordítóval), Munster városa ítélte oda, Németország
- 2008: Az Observator Cultural magazin Awards olvasói díja a "Minden idők legjobb regénye" című könyvéért.
- 2013: A Román Írószövetség dramaturgiai díját a „Akarsz Isten barátja lenni?” című darabért.
- 2013: A Romániai Irodalmi Kiadók és Kiadók Szövetsége (APLER) által odaítélt költészeti különdíj az „In Şerpărie” című könyvért.
- Románia Elnöksége a "Kulturális Érdemrend" lovagi rendjével tüntette ki.

## Fordítás
- Ez a szócikk részben vagy egészben  a   Daniel Bănulescu című román Wikipédia-szócikk fordításán alapul.  Az eredeti cikk szerkesztőit annak laptörténete sorolja fel. Ez a jelzés csupán a megfogalmazás eredetét és a szerzői jogokat jelzi, nem szolgál a cikkben szereplő információk forrásmegjelöléseként.